# Distretto di Bajanhongor
Il distretto di Bajanhongor  è uno dei venti distretti (sum) in cui è suddivisa la provincia di Bajanhongor, in Mongolia. Ha come capoluogo la città di Bajanhongor che è anche capitale della provincia.